# Osteomalàcia
L'osteomalàcia és l'afebliment dels ossos a causa de la mineralització òssia defectuosa. Aquesta malaltia en els nens és coneguda com a raquitisme, i degut a això, l'ús del terme osteomalàcia és sovint restringit a la forma més lleu, la que presenta l'adult. Es poden mostrar signes com ara dolors al cos difosos, debilitat muscular, i fragilitat dels ossos.
Una causa comuna de la malaltia és una deficiència en vitamina D, que normalment s'obté de la dieta i/o l'exposició a la llum solar.
Una de les observacions més primerenques de la malaltia fou feta per Walter Butler Cheadle.

## Causes
Les causes de l'osteomalàcia adults són variades:
- Exposició solar insuficient, especialment en persones de pell fosca
- Quantitats insuficients en la nutrició o del metabolisme defectuós de la vitamina D o del fòsfor
- Malnutrició durant l'embaràs
- Síndrome de malabsorció
- Celiaquia
- Acidosi tubular renal
- Insuficiència renal crònica
- Osteomalàcia induïda per tumor